# 相當因果關係
相當因果關係（德語：Adäquanz、英語：}）是法学理论中认定构成法律上的因果关系的一个学说，是指行为人行為與結果間要具有相当的因果關係，行为人才对结果承担法律责任。这在刑法上屬於構成要件的一環，也是认定民法上侵权责任的一个步骤。

## 概說
判斷犯罪成立與否的第一階段是判斷構成要件該當性(亦即符合犯罪之條件，如行為、情狀、結果)，而在構成要件中，犯罪行為與犯罪結果必須具有因果關係，倘若兩者風馬牛不相及，則構成要件不該當，犯罪不成立。
因果關係的判斷，包括：第1步驟的條件關係，及第2步驟的相當因果關係。

## 條件關係
條件關係的判斷原則是：「若無行為A，則無結果B。」其等價命題（逆否命題）是：「若有結果B，則有行為A。」由此可見，行為A乃是結果B的必要條件。除了作為犯以外，尚有不作為犯（放任犯罪結果發生）的情況，即：「若有行為A，則無結果B。」
上述條件關係的判斷，是一種「若...則...」的邏輯假設，因此會有事實關係（假設性因果進程）與規範關係（擇一競合）的問題，例如：
- 情況1：甲下毒達1/2致死量，乙又下毒達1/2致死量，2人所下的毒合起來恰好殺害了丙。此時，在自然科學的法則、經驗假設下，甲、乙各自的行為本來都不至於殺害丙，該如何處理？這是事實關係的疏漏。
- 情況2：甲下毒達全部致死量，乙又下毒全部致死量，殺害了丙。此時，究竟是甲的毒殺害了丙，還是乙的毒殺害了丙，該如何處理？這是規範關係的疏漏。

因此，條件關係的判斷，必須結合事實關係與規範關係的判斷，先利用自然科學的法則、經驗去假設行為與結果的關係，再從法律的觀點，去期待迴避結果的可能性，如果行為與結果既有事實關係，又有規範關係，就是有條件關係。

### 條件關係的截斷與斷絕
條件關係的截斷，例如：甲毒殺乙，但乙因毒性發作痛苦難耐跳樓身亡，甲的行為與乙的死亡有關，但非主因。（此時進一步涉及相當因果關係的判斷。）
條件關係的斷絕，例如：甲準備毒殺乙，但丙搶先槍殺了乙，甲的行為與乙的死亡毫無關聯。

## 相當因果關係
「通常」會產生結果的行為，有時候會被其他行為「介入」，此時，結果究竟應歸屬於最初的行為，還是應歸屬於後來介入的行為？條件關係無法給予滿意的解答，於是發展出相當因果關係予以補充，而俗稱的「通常」，就是此處的「相當因果」。又細分為「廣義相當性」及狹義相當性：

### 廣義相當性
行為基於經驗、法則可以推斷出具有產生結果的危險性，行為與結果即具有廣義相當性，例如：對人開槍通常有殺死人的危險。

### 狹義相當性
狹義相當性又包括：
- 第三人介入
- 被害人介入
- 行為人介入

如果介入的行為有異常性、對結果有凌駕性，那麼介入的行為就會中斷最初的行為的因果關係，取而代之成為產生結果的主因。
舉例而言：甲車禍重傷，醫師對其施救，則醫師的施救行為就是以「第三人介入」的方式與事件產生了因果關係，假如醫師施救失敗，甲不幸喪失，此時如果以條件關係檢驗，就會得到「若沒有醫師的施救失敗，則沒有甲的不幸喪生。」如此對醫師很不公平的結論。改以相當因果關係檢驗之，由於醫師的施救行為很正常（沒有異常性），且甲早就身負重傷，醫師無法救活他是可想而知的，所以真正造成甲死亡的原因是車禍，罪責在肇事者，而非醫師。這樣就符合了我們的法律感情。

### 中華民國司法實務通說
中華民國司法實務上以「客觀」的相當因果關係為通說，亦即以綜合行為當時所存在的一切事實，為客觀地事後審查，認為在一般情形下，有此環境、有此行為的同一條件，均可發生同一的結果者，則該條件與結果的發生即具相當性，行為與結果即有相當的因果關係。實務通說排除行為人「不可能預知所有因素」的情形，因此刑法學理上不應負責的部份，在司法實務上卻仍成立犯罪。
舉例而言：甲持刀砍乙便離去，一般人不會因為相同傷勢而成立重傷或死亡之結果，但乙是血友病患者，不能凝結血液，因而致使流血不止而死，但甲並不知道乙為血友病患者。就刑法學理上，甲無從知悉乙為血友病患者，至多成立傷害罪。但在中華民國司法實務引用「客觀」的相當因果關係情形下：以刀砍向血友病患者，皆有可能致使血友病患者流血不止而死亡的結果，因此雖然甲並不知悉乙為血友病患者，仍成立殺人、過失致死、普通傷害加重結果等罪。由此可發現，行為人被課予高於自身所認知的結果之責任，從而使各犯罪行為人被中華民國司法實務認定應有神一般的認知(可以認知「所有」環境及個人因素)，因而多遭學術界撻伐。

## 外部連接
- 相當因果關係 （页面存档备份，存于）
- 因果關係理論與客觀歸責理論 （页面存档备份，存于）